# Saison 2018-2019 du Havre Athletic Club
Maillots
Chronologie
Saison précédente Saison suivante
- La saison 2018-2019 du Havre Athletic Club est la 37e saison du club en Ligue 2 et la 11e saison consécutive dans ce championnat.
- Lors de la saison 2017/2018, le club termina 4e de Ligue 2 se qualifiant pour les barrages de promotion qui perdit 2-2 (5-3 t.a.b) face à l'AC Ajaccio après une victoire 2-0 face au Stade brestois 29.
- L'équipe est dirigée depuis octobre 2016 par Oswald Tanchot.
- Les Normands participent également à la Coupe de la Ligue et à la Coupe de France.

## Préparation d'avant-saison
Cinq matchs amicaux sont organisés. Le bilan de ces matchs est de 1 défaite, 2 matchs nuls et 2 victoires dont une sur le SM Caen pour le trophée des Normands. L'équipe a encaissé 3 buts et en a marqué 8.

## Compétitions
| Championnat de France | Coupe de France                       | Coupe de la Ligue                              |
| --------------------- | ------------------------------------- | ---------------------------------------------- |
| 7e 54 points          | Seizièmes de finale Face a l'AS Vitré | Quarts de finale Face au Girondins de Bordeaux |
| 13V 15N 10D           | 3V 0N 1D                              | 4V 0N 1D                                       |
| TOTAL: 20V 15N 12D    |                                       |                                                |

### Championnat

#### Journées 16 à 19
| Rang | Équipe              | Pts | J  | G | N | P | Bp | Bc | Diff |
| ---- | ------------------- | --- | -- | - | - | - | -- | -- | ---- |
| 5    | Grenoble Foot 38 P  | 31  | 18 | 9 | 4 | 5 | 23 | 15 | +8   |
| 6    | Paris FC            | 31  | 18 | 8 | 7 | 3 | 17 | 10 | +7   |
| 7    | Chamois niortais FC | 31  | 18 | 9 | 4 | 5 | 20 | 15 | +5   |
| 8    | ES Troyes AC R      | 29  | 18 | 9 | 2 | 7 | 26 | 18 | +8   |
| 9    | Le Havre AC         | 27  | 18 | 7 | 6 | 5 | 21 | 18 | +3   |

#### Journées 35 à 38
| Rang | Équipe             | Pts | J  | G  | N  | P  | Bp | Bc | Diff |
| ---- | ------------------ | --- | -- | -- | -- | -- | -- | -- | ---- |
| 5    | RC Lens            | 63  | 38 | 18 | 9  | 11 | 49 | 28 | +21  |
| 6    | FC Lorient         | 63  | 38 | 17 | 12 | 9  | 51 | 41 | +10  |
| 7    | Le Havre AC        | 54  | 38 | 13 | 15 | 10 | 45 | 40 | +5   |
| 8    | US Orléans         | 52  | 38 | 15 | 7  | 16 | 51 | 53 | -2   |
| 9    | Grenoble Foot 38 P | 50  | 38 | 13 | 11 | 14 | 41 | 45 | -4   |

#### Résultats par journée
| Journée   | 01  | 02  | 03 | 04  | 05  | 06 | 07 | 08 | 09 | 10 | 11 | 12 | 13  | 14 | 15  | 16  | 17 | 18 | 19 | 20 | 21 | 22 | 23 | 24 | 25 | 26 | 27  | 28  | 29 | 30 | 31 | 32 | 33 | 34 | 35 | 36 | 37 | 38 |
| --------- | --- | --- | -- | --- | --- | -- | -- | -- | -- | -- | -- | -- | --- | -- | --- | --- | -- | -- | -- | -- | -- | -- | -- | -- | -- | -- | --- | --- | -- | -- | -- | -- | -- | -- | -- | -- | -- | -- |
| Terrain   | E   | D   | E  | D   | E   | D  | E  | D  | E  | D  | E  | D  | E   | D  | E   | D   | D  | E  | D  | E  | D  | E  | D  | E  | D  | E  | D   | E   | D  | E  | D  | E  | D  | E  | E  | D  | E  | D  |
| Résultats | N   | N   | V  | N   | D   | V  | V  | N  | V  | D  | D  | V  | D   | V  | D   | N   | V  | N  | V  | N  | V  | N  | N  | N  | D  | D  | N   | N   | V  | N  | N  | V  | V  | V  | D  | N  | D  | D  |
| Points    | 1   | 2   | 5  | 6   | 6   | 9  | 12 | 13 | 16 | 16 | 16 | 19 | 19  | 22 | 22  | 23  | 26 | 27 | 30 | 31 | 34 | 35 | 36 | 37 | 37 | 37 | 38  | 39  | 42 | 43 | 44 | 47 | 50 | 53 | 53 | 54 | 54 | 54 |
| Place     | 12e | 13e | 9e | 12e | 13e | 8e | 6e | 6e | 5e | 7e | 9e | 9e | 10e | 8e | 11e | 10e | 9e | 9e | 8e | 9e | 7e | 7e | 7e | 6e | 6e | 7e | 10e | 10e | 9e | 9e | 9e | 8e | 8e | 7e | 7e | 7e | 7e | 7e |

### Coupe de France
La coupe de France 2018-2019 est la 102e édition de la coupe de France, une compétition à élimination directe mettant aux prises les clubs de football amateurs et professionnels à travers la France métropolitaine et les DOM-TOM. Elle est organisée par la FFF et ses ligues régionales.

### Coupe de la Ligue
La Coupe de la Ligue 2018-2019 est la 25e édition de la Coupe de la Ligue, compétition à élimination directe organisée par la Ligue de football professionnel (LFP) depuis 1994, qui rassemble uniquement les clubs professionnels de Ligue 1, Ligue 2 et National. Depuis 2009, la LFP a instauré un nouveau format de coupe plus avantageux pour les équipes qualifiées pour une coupe d'Europe.

## Joueurs et encadrement technique

### Joueurs prêtés
| N° | Nat. | Nom            | Club en prêt | Compétition | Championnat | Championnat | Championnat | Championnat  | Coupes nationales | Coupes nationales | Coupes nationales | Coupes nationales | Total | Total | Total  | Total        |
| N° | Nat. | Nom            | Club en prêt | Compétition | MJ          | B           | Averti      | Carton rouge | MJ                | B                 | Averti            | Carton rouge      | MJ    | B     | Averti | Carton rouge |
| -- | ---- | -------------- | ------------ | ----------- | ----------- | ----------- | ----------- | ------------ | ----------------- | ----------------- | ----------------- | ----------------- | ----- | ----- | ------ | ------------ |
| -  |      | Bradley Danger | US Avranches | National 1  | 14          | 0           | 4           | 0            | 3                 | 0                 | 0                 | 0                 | 17    | 0     | 4      | 0            |

## Affluence
Affluence du Havre AC à domicile

## Bilan de la saison
- Premier but de la saison : 
  -  Jean-Pascal Fontaine,   56e lors de Le Havre AC - Grenoble Foot 38. Le 3 août 2018.
- Premier pénalty : 
  -  Jamal Thiaré,   63e (pen.) lors de Le Havre AC - FBBP 01. Le 14 août 2018.
- Premier doublé : 
  -  Jamal Thiaré,   15e et   63e (pen.) lors de Le Havre AC - FBBP 01. Le 14 août 2018.
- But le plus rapide d'une rencontre : 
  -  Jamal Thiaré,   15e lors de Le Havre AC - FBBP 01. Le 14 août 2018.
- But le plus tardif d'une rencontre : 
  -  Jamal Thiaré,   63e lors de Le Havre AC - FBBP 01. Le 14 août 2018.
- Plus grand nombre de buts marqué contre l’adversaire : 3 buts
  - 2-0 lors de Le Havre AC - Stade brestois 29. Le 29 août 2018.
- Plus grand nombre de buts marqué par l’adversaire : 3 but
  - 1-1 lors de Le Havre AC - Stade brestois 29. Le 29 août 2018.
- Plus grand nombre de buts marqués dans une rencontre : 6 buts
  - 3-3 lors de Le Havre AC - Stade brestois 29. Le 29 août 2018.
- Plus large victoire à domicile : 2 buts d'écart
  - 2-0 lors de Le Havre AC - FBBP 01. Le 14 août 2018.
- Plus large défaite à domicile : 0 buts d'écart
- Plus large victoire en extérieur : 1 but d'écart
  - 0-1 lors de Red Star FC - Le Havre AC. Le 10 août 2018.
- Plus large défaite en extérieur : 1 but d'écart
  - 1-0 lors de Stade brestois 29 - Le Havre AC. Le 26 août 2018.
- Meilleur classement de la saison en Ligue 2 : 
  - 9e de la 3e à la 4e journée.
- Moins bon classement de la saison en Ligue 2 : 
  - 13e de la 2e à la 3e journée.
  - 13e de la 5e à la 6e journée.
- Plus grande affluence à domicile :
  - 7040 spectateurs lors de Le Havre AC - Grenoble Foot 38. Le 3 août 2018.
- Plus petite affluence à domicile : 
  - 3663 spectateurs lors de Le Havre AC - Stade brestois 29. Le 29 août 2018.

Mis à jour le 29 août 2018.

## Autres équipes

### U19 et U17 Nationaux
| Rang                                                     | Équipe      | Pts | J | G | N | P | Bp | Bc | Diff |
| -------------------------------------------------------- | ----------- | --- | - | - | - | - | -- | -- | ---- |
| 1                                                        | Le Havre AC | 0   | 0 | 0 | 0 | 0 | 0  | 0  | 0    |
| 2                                                        | RC Lens     | 0   | 0 | 0 | 0 | 0 | 0  | 0  | 0    |
| 3                                                        | Paris SG    | 0   | 0 | 0 | 0 | 0 | 0  | 0  | 0    |
| 4                                                        | Lille OSC   | 0   | 0 | 0 | 0 | 0 | 0  | 0  | 0    |
| 5                                                        | Paris FC    | 0   | 0 | 0 | 0 | 0 | 0  | 0  | 0    |
| Qualification en demi finale du Championnat U19 National |             |     |   |   |   |   |    |    |      |

| Rang                                                     | Équipe          | Pts | J | G | N | P | Bp | Bc | Diff |
| -------------------------------------------------------- | --------------- | --- | - | - | - | - | -- | -- | ---- |
| 1                                                        | Le Havre AC     | 0   | 0 | 0 | 0 | 0 | 0  | 0  | 0    |
| 2                                                        | Paris SG        | 0   | 0 | 0 | 0 | 0 | 0  | 0  | 0    |
| 3                                                        | SM Caen         | 0   | 0 | 0 | 0 | 0 | 0  | 0  | 0    |
| 4                                                        | Valenciennes FC | 0   | 0 | 0 | 0 | 0 | 0  | 0  | 0    |
| 5                                                        | Lille OSC       | 0   | 0 | 0 | 0 | 0 | 0  | 0  | 0    |
| Qualification en demi finale du Championnat U17 National |                 |     |   |   |   |   |    |    |      |